# Funció polilogarítmica
Una funció polilogarítmica en n és un polinomi amb el logaritme de n,
{\displaystyle {\displaystyle a_{k}(\log n)^{k}+\cdots +a_{1}(\log n)+a_{0}.}}
Totes les funcions polilogarítmiques d'n son {\displaystyle {\displaystyle o(n^{\varepsilon })}}per tot exponent ε > 0 (fent servir notació de la o petita), és a dir, qualsevol funció polilogarítmica creix molt més lentament que qualsevol exponent positiu.